# Pierre Légaré
Pour les articles homonymes, voir Légaré.
Pierre Légaré, né le 2 juin 1949 à Sherbrooke et mort le 5 octobre 2021 à Saint-Jean-sur-Richelieu, est un humoriste psychologue canadien québécois, connu pour son interprétation de questions existentielles.

## Biographie
Pierre Légaré a complété des études classiques au Séminaire de Saint-Jean avant d'obtenir un baccalauréat et une maîtrise en psychologie à l'Université de Sherbrooke. Pendant plusieurs années, il est psychologue et consultant en psychologie du développement organisationnel en milieu scolaire. 
Vers la fin des années 1970, il se tourne vers l'humour, d'abord à titre de scripteur pour diverses émissions de radio et de télévision, ensuite comme auteur pour divers artistes. 
Il monte lui-même sur scène de 1989 à 2000.
Au début des années 2000, certaines de ses citations ont été publiées en trois tomes intitulés Mots de Tête, Mots de tête persistants et Mots de tête incurables. Elles sont diffusées sur les ondes de TQS et de France Inter sous la forme de capsules d'une durée de quelques secondes. Pierre Légaré décroche ainsi le record Guinness pour la plus courte émission de télévision du monde. 
Un spectacle réunissant certains de ses textes a été interprété en France par François Rollin.
Pierre Légaré a survécu à un cancer de la vessie diagnostiqué en 2007. 
Il est marié à Danielle Légaré et a trois enfants, dont Emmanuelle Légaré (recherchiste à radio-canada et dramaturge). Il meurt le 5 octobre 2021 à l'âge de 72 ans à Saint-Jean-sur-Richelieu, d'une récidive de son cancer de la vessie[réf. souhaitée]. 

## Œuvres

### Spectacles d'humour
- 1989-1992 : Recherchez Légaré
- 1992-1995 : Légaré 2
- 1995-1997 : Guide de survie
- 1998-2000 : Rien
- 1999 : Les parlementeries

### Ouvrages
- 2000 : Les Trois Premiers Coups
- 2001 : Mots de tête
- 2001 : Mots de tête persistants
- 2001 : Rien
- 2002 : Waiter! / c'est pas un siphon c'est mon frère
- 2003 : Mots de tête récurrents
- 2005 : Mots de tête incurables
- 2005 : Onze nouvelles humoristiques et autres recits plaisants (coauteur)
- 2008 : Les parlementeries
- 2010 : Passe-bêtes et pense-partout (coauteur)

### Texte de chansons
- 1978 : Quelle belle vie
- 1994 : Ça vient de loin (coauteur)

### Théâtre
- 1984-1985 : Waiter![8]
- C'est pas un siphon, c'est mon frère

### Télévision
- 1999-2002 : Mots de Tête

## Prix et récompenses
- 1996 : prix Félix du spectacle de l'année
- 1999 : prix Félix du spectacle de l'année
- 1999 : Olivier du meilleur texte
- 1999 : Olivier du meilleur monologue
- 1999 : Olivier du meilleur spectacle d’humour stand-up
- 1999 : Livre Guinness des records pour l'émission de télévision la plus courte du monde